# 淵蓋蘇文
淵蓋蘇文（603年—666年），又名淵蓋金，扶餘人，是高句麗末期極具爭議的鐵腕軍事獨裁者。中國史書《新唐書》為避唐高祖李淵名諱，記為「泉蓋蘇文」，《舊唐書》作「錢蓋蘇文」，《日本書紀》則為「伊梨柯須彌」。 

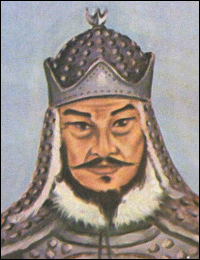
后人想象的渊盖苏文画像

淵蓋蘇文掌權期間，激起了與唐朝的戰爭，他雖暫時抵禦了唐朝的進攻，但其跋扈統治終為高句麗招來了亡國之禍。

## 背景
据《三国史记》记载，渊盖苏文是渊太祚的长子，淵净土的兄长。渊太祚先后是高句丽平原王和婴阳王的莫离支。渊太祚的父亲淵子遊也是高句丽的莫离支。有人說淵氏源出東扶餘。　

## 弑君摄政
渊盖苏文早年历史不详。最早的记录是他已经官拜西部大人，督造千里长城。
618年高句丽荣留王登基。642年，晚年的荣留王和他的大臣们想计划除掉一些高句丽内部颇有势力的将领，并准备第一个除掉对其王位最有威胁的渊盖苏文。渊盖苏文得知荣留王的计划后，邀请荣留王和他的大臣们视察他的军队，并设盛宴款待。在宴席上渊盖苏文杀死了荣留王的百名大臣，后又闯入王宫杀死荣留王并分尸，而且没有给荣留王举行葬礼。之后，渊盖苏文自封为“大莫离支”，立荣留王的侄子高宝藏为王并摄政。

## 与唐战争
唐与高句丽的战争是东亚历史上的重要事件。渊盖苏文在高句丽于唐朝的冲突中扮演着主要角色，也是战争的导火索。
渊盖苏文摄政初期曾试图与唐朝谋好。 他支持用道教取代佛教，并在643年派人到唐朝索要8部道经。一些历史学者认为渊盖苏文的这一做法是为准备日后与唐的战争拖延时间的缓兵之计，以便自己准备更充分，因为渊盖苏文要吞并新罗的企图使唐朝与高句丽的冲突不可避免。
随着高句丽对新罗发动新的战争，高句丽与唐朝的关系开始恶化。645年，唐与高句丽的战争爆发，唐太宗亲自率兵打高句丽并拿下了几座高句丽城堡。不过由于安市城守将的抵抗，唐太宗受阻于安市城无法前行。唐太宗从海上派出由张亮率领攻打平壤的军队受阻于建安城（今辽宁营口）。唐太宗由于杨万春坚守以及寒冬恶劣天气被迫返回。
646年，宝藏王献给唐太宗两个美女，表示善意，唐太宗没有接受。唐太宗以弓服赐给盖苏文，盖苏文接受，但不遣使者答谢，唐太宗于是下诏削弃朝贡。
661年，唐太宗的儿子唐高宗再次攻高句丽，但没取得多大战果。662年，蛇水之战，渊盖苏文击败唐朝将军庞孝泰。不过虽然唐朝数次的出兵都没能达到灭亡高句丽的目的，但严重打击了高句丽的军力。
渊盖苏文有三子，渊男生、渊男产和渊男建。666年五月，渊盖苏文去世，668年八月，高句丽最终被唐军所灭。

## 评价
朝鲜之声认为荣留王等封建统治集团屈于外部势力的施压和干涉，不顾民族利益，实施让步政策。渊盖苏文发动政变是排斥荣留王腐败透顶的统治集团崇外行为、维护国家尊严的正义行动。他对外实施强硬政策，对内致力于整顿统治体制，增强国力，维护国家主权和尊严的功绩载入史册。朝鲜社会科学院历史研究所研究师黄金石：“渊盖苏文是高句丽的爱国名将，对光荣地捍卫国家主权和尊严作出了很大的贡献。当外部势力645年等经多次侵入高句丽的时候，他每次当高句丽军总指挥，以灵活的智略和战法消灭了外寇。”